# Проспект Карла Маркса (Ставрополь)
Проспект Карла Маркса — проспект в центре Ставрополя. Переименована в честь немецкого философа и экономиста Карла Маркса. Является одной из самых старых улиц города.

## Название
За свою более чем двухсотлетнюю историю проспект менял своё название 5 раз. Первоначально улица носила название Первая Мещанская улица, неофициально улица называлась Большая Тифлисская. Затем с начала XIX века до 1857 года улица называлась Большой Черкасской. В 1857 по предложению Ставропольского генерал-губернатора Н. С. Завадовского была переименована в Николаевский проспект.
После Октябрьской революции многие названия улиц города были заменены на «советские», проспект был переименован в улицу Красную. Позднее, в мае 1937 года, после перевода столицы Орджоникидзевского края из Пятигорска в Ставрополь, улица стала называться проспектом Сталина. После событий связанных с развенчанием «культа личности», улица приобрела современное название.

## История

### XVIII век
5 мая 1785 года правительственным указом Екатерины Второй было создано Кавказское наместничество. Ставрополь получил права одного из шести уездных центров Кавказской области. 15 февраля 1786 года учреждена гражданская власть в лице Присутственных мест и городского магистрата. Первым бургомистром стал купец 1-й гильдии Козьма Яковлев, а ратманом — купец Карп Колесников. Одним из первых распоряжений стало официальное наименование трёх первых улиц города Первой Мещанской (Проспект Карла Маркса), Второй Мещанской (Улица Орджоникидзе), Третьей Мещанской (Улица Дзержинского).
Неофициально улица стала наименоваться Большой, а затем Большой Тифлисской. С восточной оконечности улицы, где находилась кордегардия, начинался знаменитый Тифлисский тракт. Позднее на этом месте были установлены Тифлисские ворота.